# Georgias viceguvernör

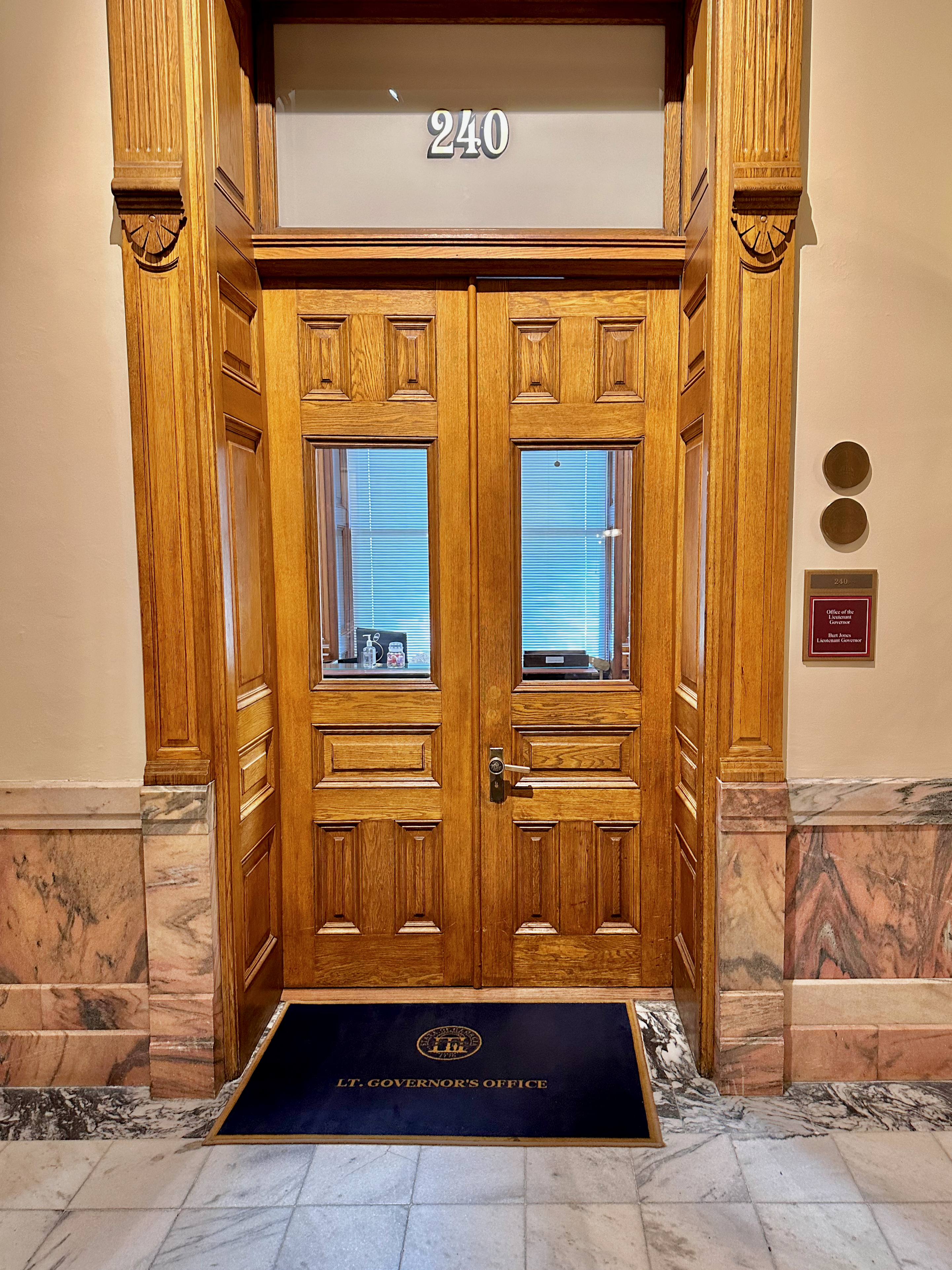
Ingången till viceguvernörens kontor i Georgia State Capitol.

Georgias viceguvernör (engelska: Lieutenant Governor of Georgia) är ett ämbete i Georgias delstatsstyre. 

## Bakgrund
Ämbetet inrättades 1947 efter att Georgias konstitution hade ändrats år 1945. Det första viceguvernörsvalet, som också i senare val har förblivit separat från guvernörsvalet (men hålls samtidigt), hölls 1946. Viceguvernören fungerar även som talman i Georgias senat.
För att vara berättigad till ämbetet måste man ha bott i USA i 15 år och i Georgia i sex år och vara minst 30 år gammal. Georgias viceguvernör har ingen begränsningar på hur många gånger han eller hon kan hålla ämbetet.

## Lista över viceguvernörer
| Namn               | Parti      | Ämbetsperiod |
| ------------------ | ---------- | ------------ |
| Melvin E. Thompson | Demokrat   | 1947–1947    |
| Marvin Griffin     | Demokrat   | 1948–1955    |
| Ernest Vandiver    | Demokrat   | 1955–1959    |
| Garland T. Byrd    | Demokrat   | 1959–1963    |
| Peter Zack Geer    | Demokrat   | 1963–1967    |
| George T. Smith    | Demokrat   | 1967–1971    |
| Lester Maddox      | Demokrat   | 1971–1975    |
| Zell Miller        | Demokrat   | 1975–1991    |
| Pierre Howard      | Demokrat   | 1991–1999    |
| Mark Taylor        | Demokrat   | 1999–2007    |
| Casey Cagle        | Republikan | 2007–2019    |
| Geoff Duncan       | Republikan | 2019–2023    |
| Burt Jones         | Republikan | 2023–        |